# Псевдоскоп

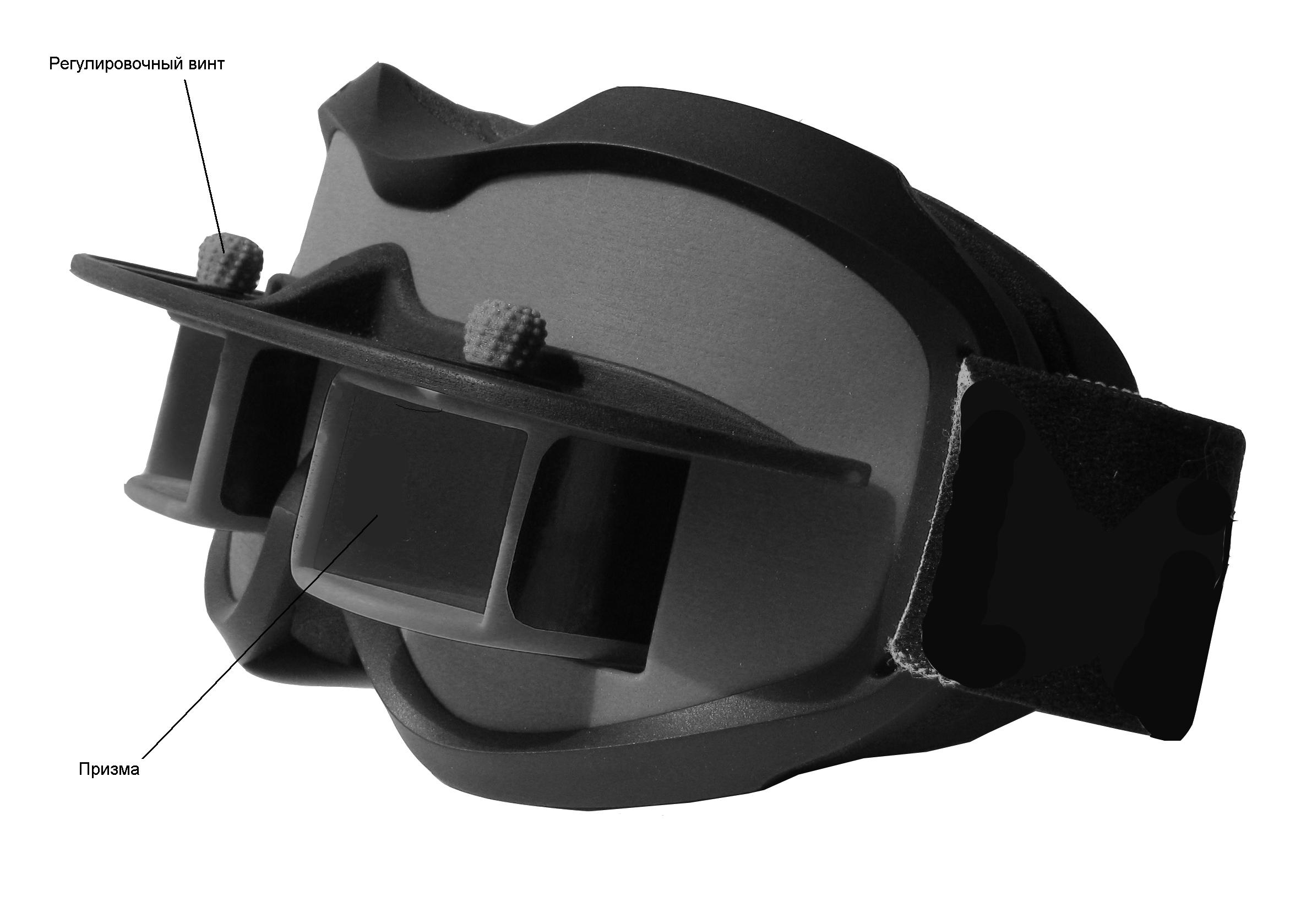
Псевдоскоп

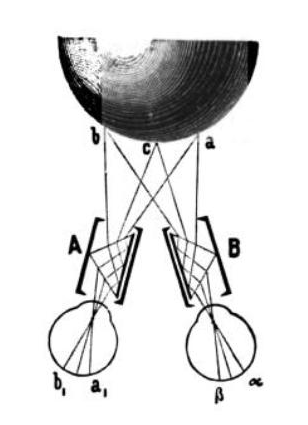
Схема Чарльза Вітстона

Псевдоско́п (грец. Pseudoscope, від pseudos — оманливий, і skopein — дивитись) — оптичний прилад, створений у 1852 році англійським фізиком Чарльзом Вітстоном, що створює зворотну перспективу.
Зворотня перспектива означає, що ближні точки простору переходять в дальні, а дальні в ближні. Рельєф «вивертається з ніг на голову» — опукле здається увігнутим і навпаки. Якщо ж дивитися, наприклад, на обличчя людини (або маску з будь-якого боку), то воно буде завжди звичайним через інерційність сприйняття (звички), добре закріпленої попереднім досвідом. Псевдоскоп використовують у психологічних дослідах по зоровому сприйняттю для вивчення оптичної ілюзії сприйняття глибини.

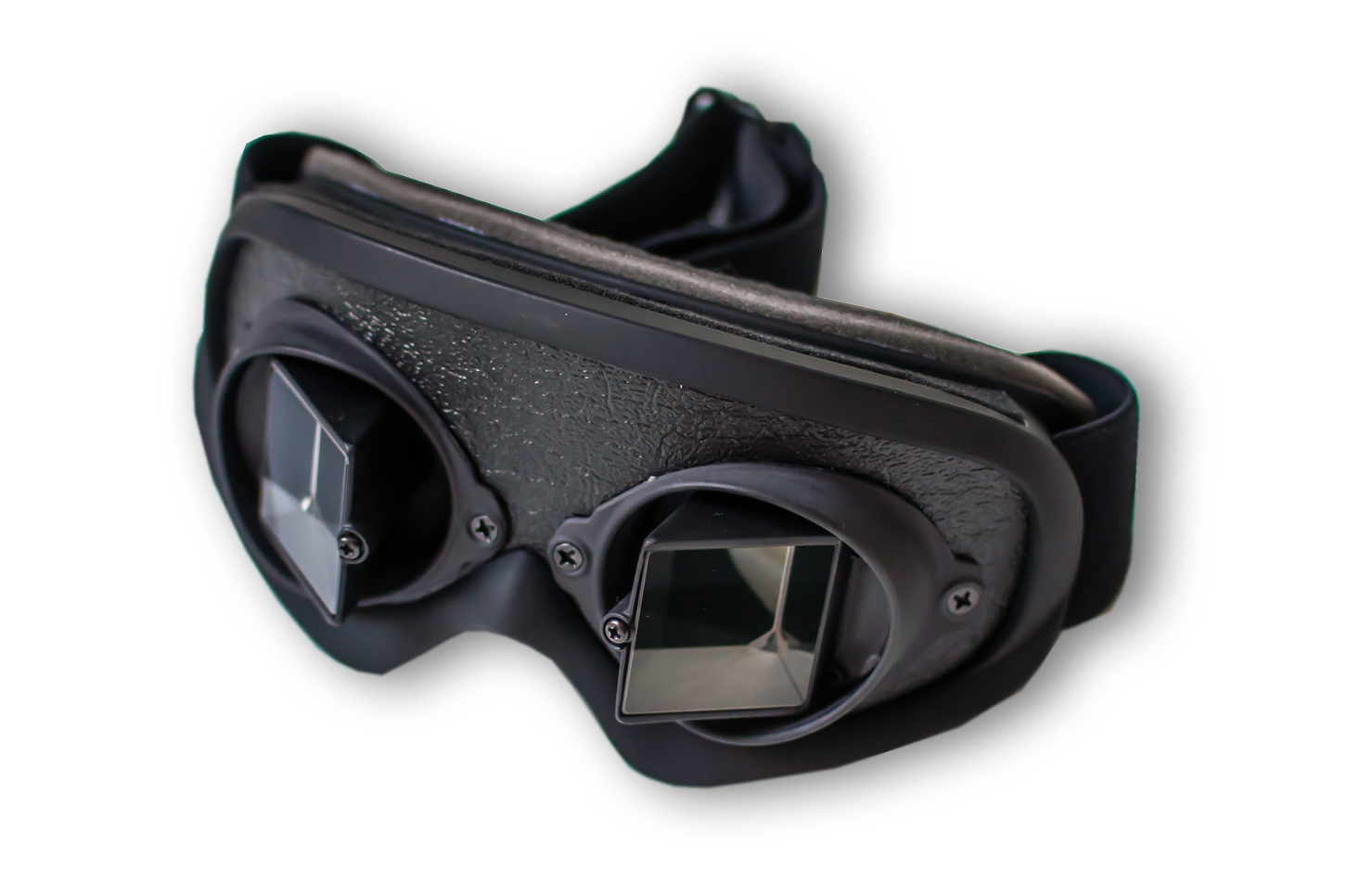
Конструкція псевдоскопа за схемою Чарльза Вітстона

У дзеркальному псевдоскопі використовується система дзеркал (зазвичай з чотирьох дзеркал, але достатньо і двох), що дозволяє перенаправити світло, що надходить в очі людини. Світло перенаправляється так, що в праве око надходить світло, яке повинне надходити в ліве і навпаки. Зображення завдяки дзеркальному псевдоскопу виходить не дзеркальне. Псевдоскопічний ефект досягається за допомогою зміни знака диспаратності сітчаток і додатково посилюється збільшенням бази зору, тобто відстань між зіницями, звичайно рівне від 56 мм до 72 мм збільшується відповідно до конструкції.
У конструкції призматичного псевдоскопа використовуються прямокутні рівнобедрені призми або призми Дове. Отже, в кожне око людини надходить інвертований зліва — направо дзеркально перевернене світло. Зображення, що отримується призматичним псевдоскопом, дзеркальне, а псевдоскопічний ефект досягається завдяки зміні знака диспаратности сітчаток і вибору правильної позиції спостерігача.